# The Space Vampires
The Space Vampires (Vampiros do Espaço -BR) é um livro escrito por Colin Henry Wilson, e publicado no Brasil em Janeiro de 1976 pela Editora Círculo do Livro, posteriormente em 1985, foi adaptado para os cinemas como o filme Lifeforce (Força Sinistra) do diretor Tobe Hopper